# Bandera de Sofía
La bandera de Sofía es el emblema oficial y consiste en un lienzo de azul brillante de una proporción de 4:7 con el escudo de armas de la ciudad en el centro; el cual, es un blasón protector de cinco emblemas, testado con una corona de oro y debajo de una cinta blanca que lleva el lema de la ciudad.
El color azul es típico de la ciudad.